# Górale Nadpopradzcy
Górale nadpopradzcy (także: Czarni Górale, Górale Rytersko-Piwniczańscy) – grupa etnograficzna ludności polskiej należąca do grupy tzw. Górali Sądeckich (Biali, Łąccy, Czarni), zamieszkująca obszar Beskidu Sądeckiego, należący do miejscowości od Piwniczna-Zdrój i Rytro, aż do Barcic w powiecie nowosądeckim. 
Od innych grup górali różnią się głównie strojami, a nazwa „Czarni Górale” związana jest z ciemnobrązowym (lub rzadziej czarnym) kolorem męskich ubrań, niespotykanym u innych. W związku z tym jest to góralszczyzna odmienna od górali podhalańskich, szczawnickich, żywieckich czy śląskich.
W rejonie Piwnicznej-Zdroju, Rytra, Barcic, mężczyźni noszą ciemnobrązowe portki (hołośnie) z wąskim czerwonym lampasem, ozdobione charakterystycznym węzłem rycerskim. Cuchy (płaszcze), zwane też guniami, także w ciemnobrązowym kolorze mają obszycia z granatowego, zielonego lub czarnego sukna. Do tego koszule białe, kamizelki czarne lub granatowe i wąski skórzany pas. Typowy góralski kapelusz otoczony jest sznurkiem z czerwonej wełny w przeciwieństwie do muszelek spotykanych na Podhalu. Czarni Górale zamiast ciupag używają giętych solidnych lasek zwanych kulami.
Do charakterystycznych potraw Czarnych Górali zaliczyć należy kwaśnicę z grzybami na żeberkach lub gęsinie, kluski z tartych ziemniaków nazywane dziadkami oraz omaszczone skwarkami łomnicańskie pierogi z bryndzą.